# Coup d'État de 1952 en Égypte
Guerre froide arabe
Le coup d'État égyptien de 1952 a commencé le 23 juillet 1952 avec le coup d'État du Mouvement des officiers libres, dirigé par Mohammed Naguib et Gamal Abdel Nasser, pour renverser le roi Farouk, et en finir avec l'occupation par le Royaume-Uni.

## Déroulement

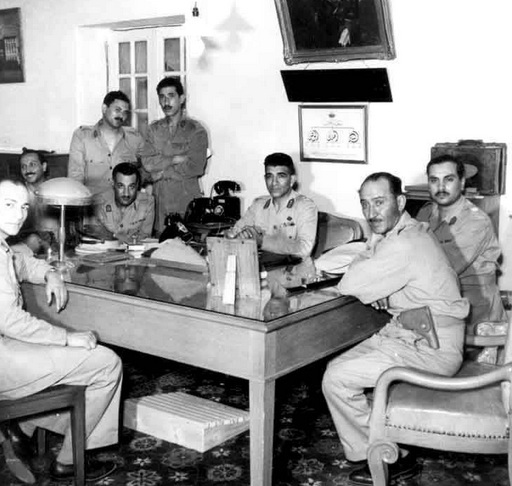
Les membres des officiers libres réunis après le coup d’État. De gauche à droite : Zakaria Mohieddin, Abdel Latif Boghdadi, Kamel el-Din Hussein, Gamal Abdel Nasser (assis), Abdel Hakim Amer, Mohammed Naguib, Ahmed Chawqi et Youssef Seddik.

En juillet 1952, les officiers libres, un groupe de militaires égyptiens, décidèrent d’accélérer leur plan pour renverser la monarchie du roi Farouk après que ce dernier eut dissous le Conseil des officiers, suscitant la crainte d’arrestations imminentes. Dans la nuit du 23 juillet 1952, des unités d’infanterie prirent le contrôle du quartier général de l’armée, bloquèrent les routes menant au Caire, et arrêtèrent plusieurs hauts responsables militaires. Gamal Abdel Nasser et Abdel Hakim Amer supervisèrent les opérations en inspectant les unités stationnées dans la capitale.
À 3 heures du matin, le général Mohammed Naguib, figure de proue du mouvement, arriva au quartier général pour prendre le commandement. À 19 heures, Anouar el-Sadate, futur président égyptien, annonça à la radio que les officiers libres avaient pris le pouvoir, déclarant que l’Égypte était désormais dirigée par le Conseil du Commandement Révolutionnaire. Le lendemain, un communiqué officiel, surnommant le coup d’État le Mouvement béni, fut diffusé pour justifier le renversement. Ce coup d’État, mené par moins d’une centaine d’officiers de rangs subalternes, mit fin à la monarchie et fut salué par des scènes de liesse populaire à travers le pays.
Privé de soutien britannique, le roi Farouk tenta de demander l’intervention des États-Unis, mais ces derniers restèrent silencieux. Le 25 juillet 1952, l’armée égyptienne occupa Alexandrie, où Farouk résidait au palais de Montazah. Pris de panique, il quitta Montazah pour se réfugier au palais de Ras Al Teen, sur le front de mer. Mohammed Naguib donna l’ordre au capitaine du yacht royal Al-Mahrusa de ne pas quitter le port sans l’autorisation de l’armée.
Au sein des officiers libres, des débats éclatèrent sur le sort du roi déchu. Tandis que certains, comme Naguib et Nasser, estimaient qu’il fallait l’envoyer en exil, d’autres proposaient de le juger ou même de l’exécuter. Finalement, il fut décidé que Farouk abdique en faveur de son fils, le prince héritier Ahmed Fouad, proclamé roi sous le nom de Fouad II, alors âgé de seulement 7 mois. Un conseil de régence fut instauré pour gouverner au nom du jeune roi et Mohammed Naguib exerce l'essentiel du pouvoir en tant que Premier ministre.
Le 26 juillet 1952, Farouk partit en exil en Italie. Sous la protection de l’armée égyptienne, il embarqua à bord du Al-Mahrusa, qui leva l’ancre à 18 heures, marquant la fin définitive de son règne.
Le 18 juin 1953, la monarchie est abolie, et la Première République d’Égypte est proclamée. Le Premier ministre Mohammed Naguib devient alors le premier président de la République. En 1954, il démissionne au profit de Gamal Abdel Nasser car il fut accusé par celui-ci d'être trop proche des Frères musulmans.